# کانیکورگان
کانیکورگان (به لاتین: Kanikurgan) یک منطقهٔ مسکونی در روسیه است که در استان آمور واقع شده‌است.